# Воїн
Во́їн (від староцерк.-слов. воинъ, множина вои), воя́к, воя́ка — людина, що присвятила себе військовій справі, безпосередньо беручи участь у бойових діях. Слово воїн зараз вживається тільки в урочистому, піднесеному стилі.

## Галерея

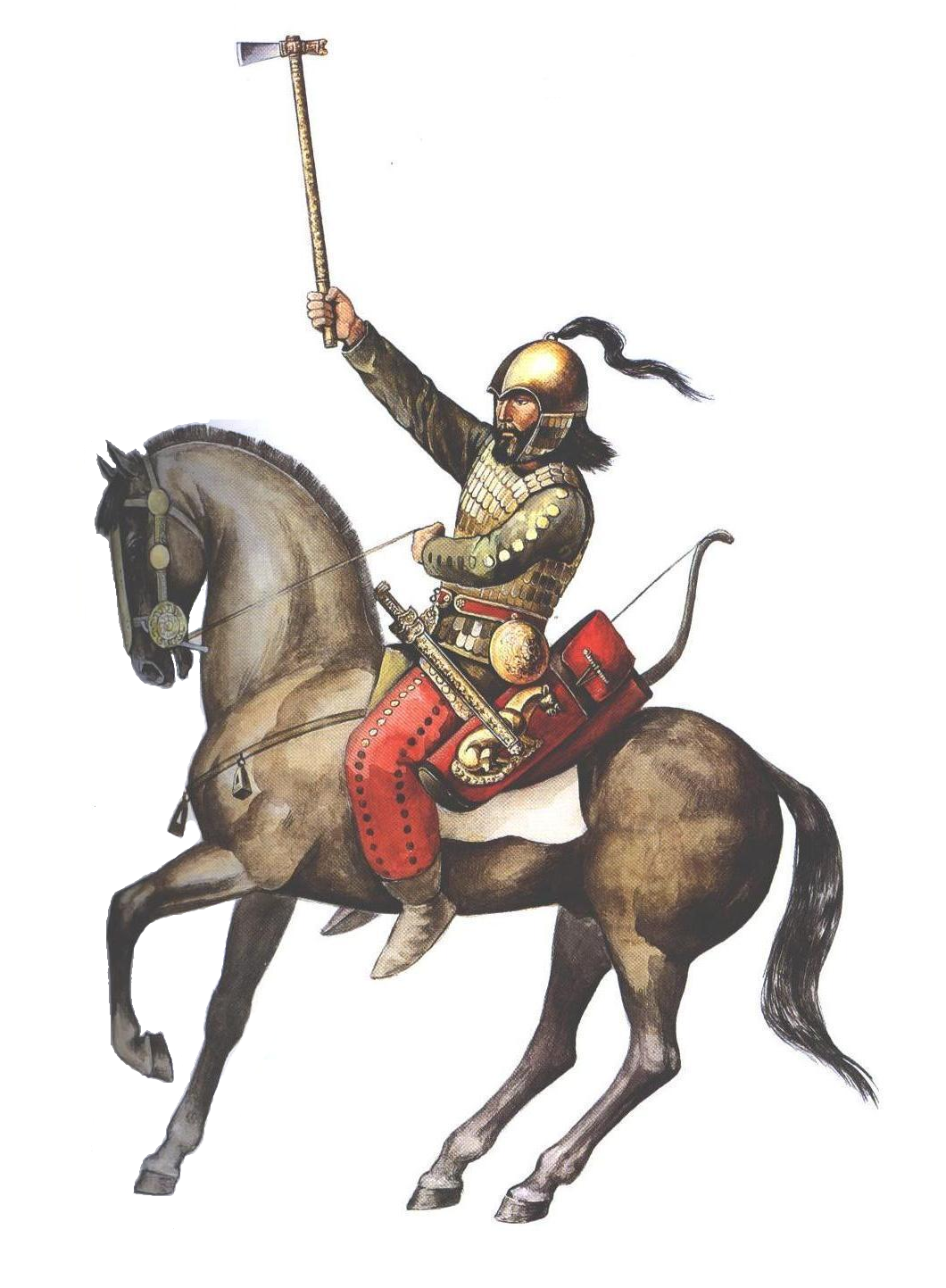
Скіфський воїн.
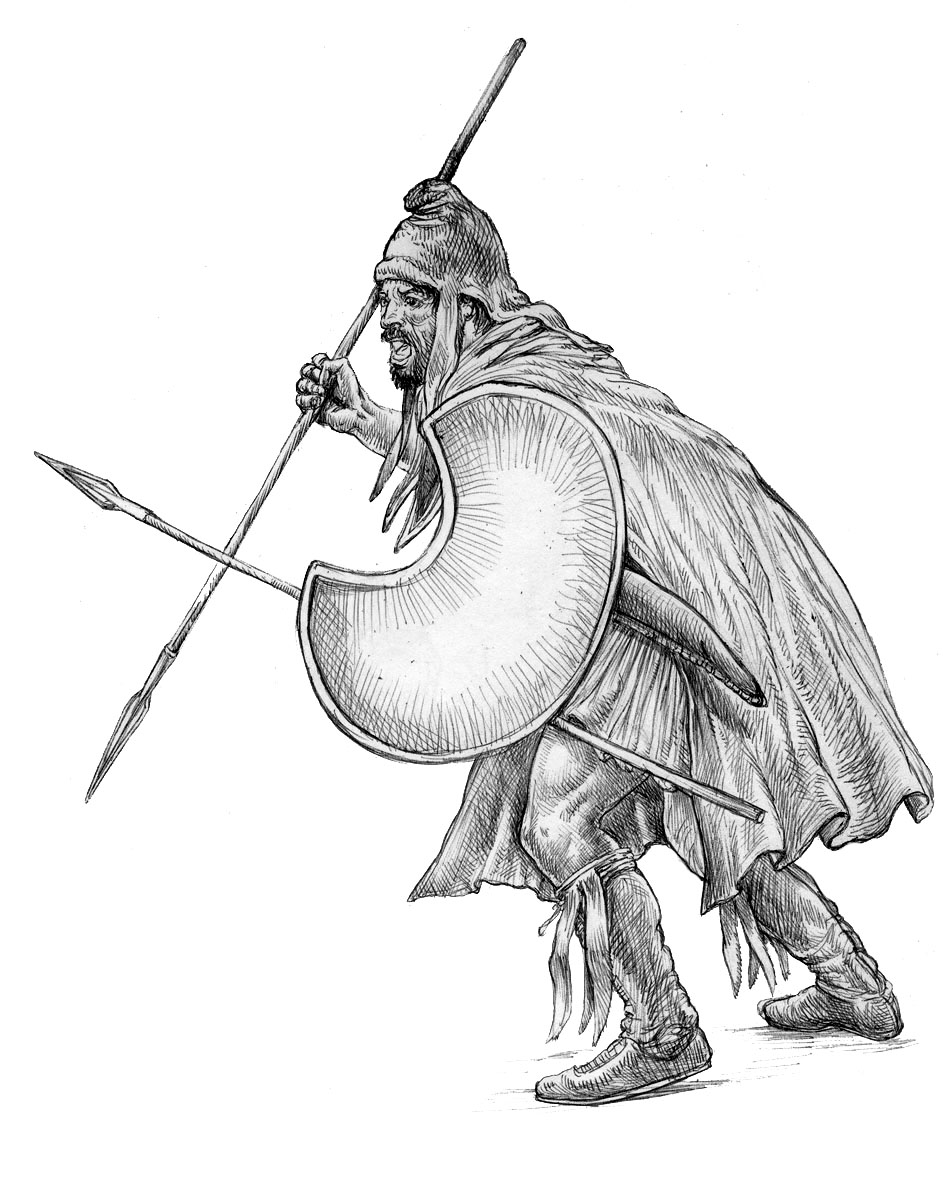
Фракійський воїн-пелтаст
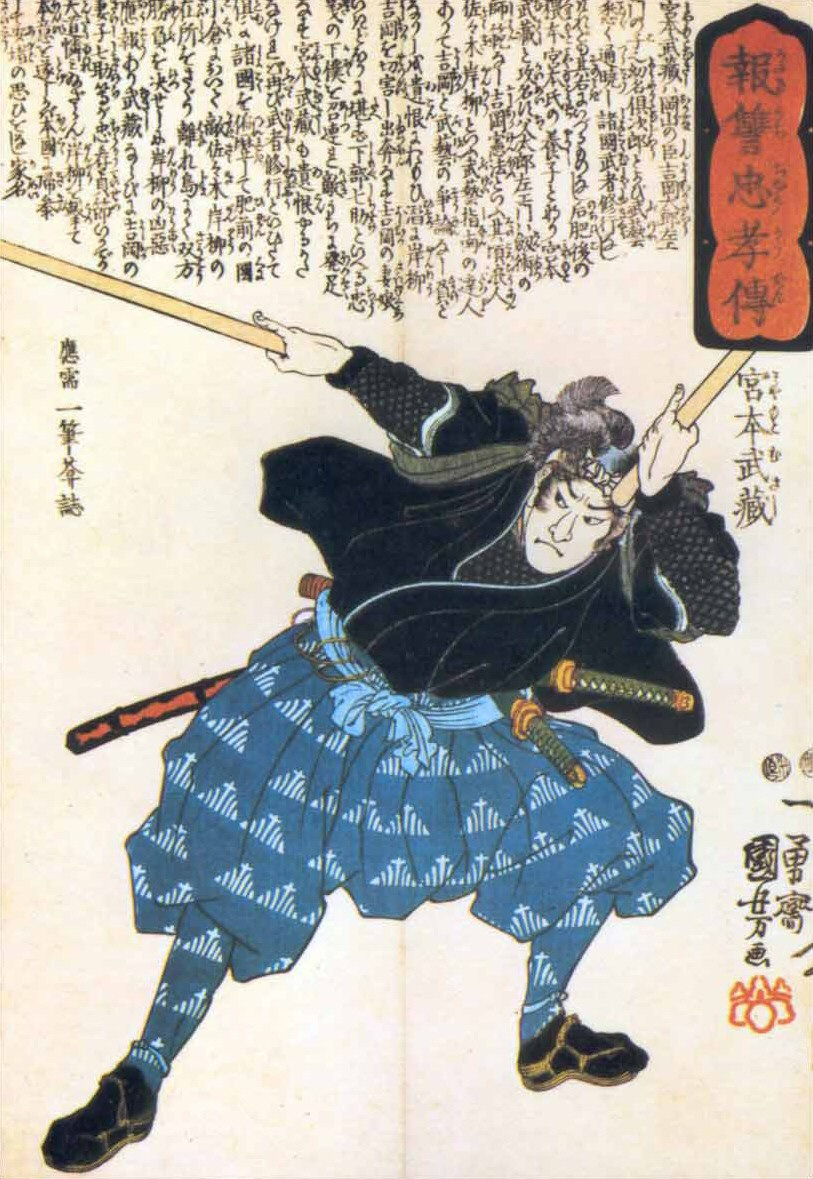
Міямото Мусасі (1584—1645) з двома дерев'яними мечами боккен — один з найвидатніших японських воїнів
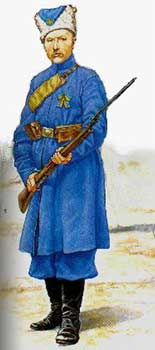
Вояк Синьожупанної дивізі війська УНР, 1917-1921 рр.
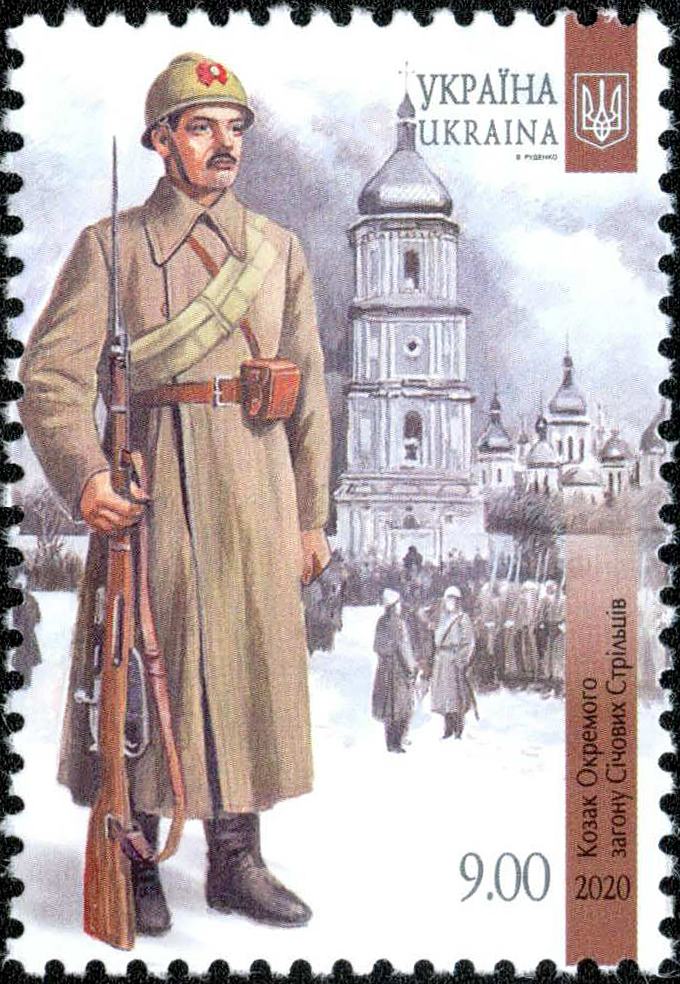
Вояк Окремого загону Січових Стрільців. 1918 рік.
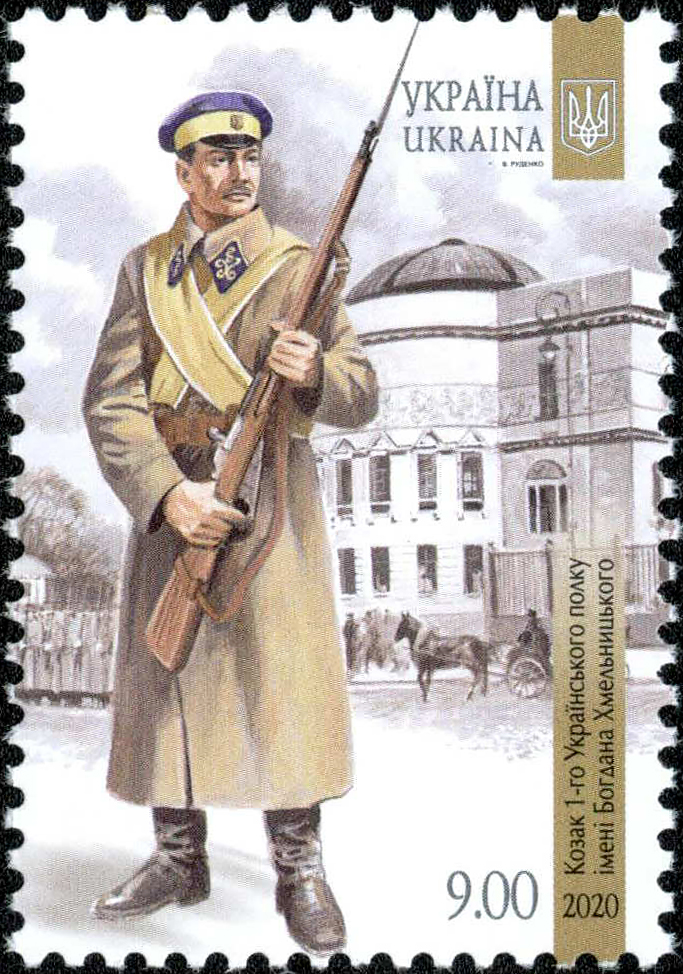
Вояк 1-го Українського полку імені Богдана Хмельницького.
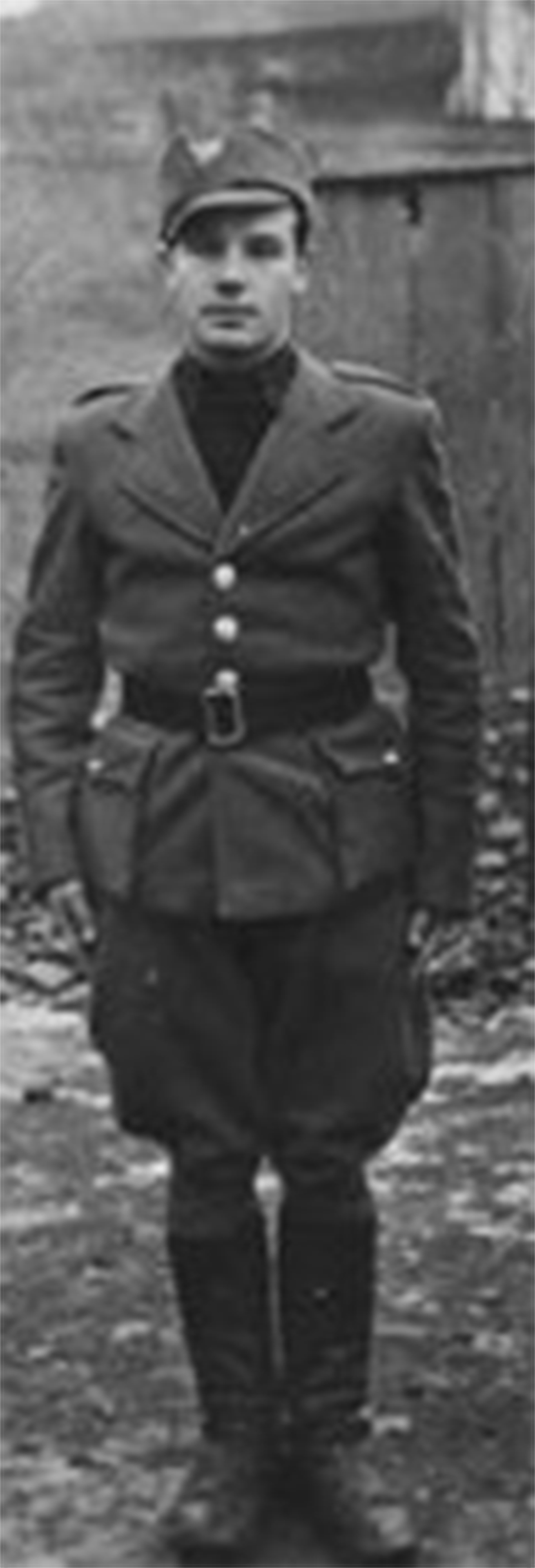
Вояк ОНО «Карпатська Січ». 1939 рік.
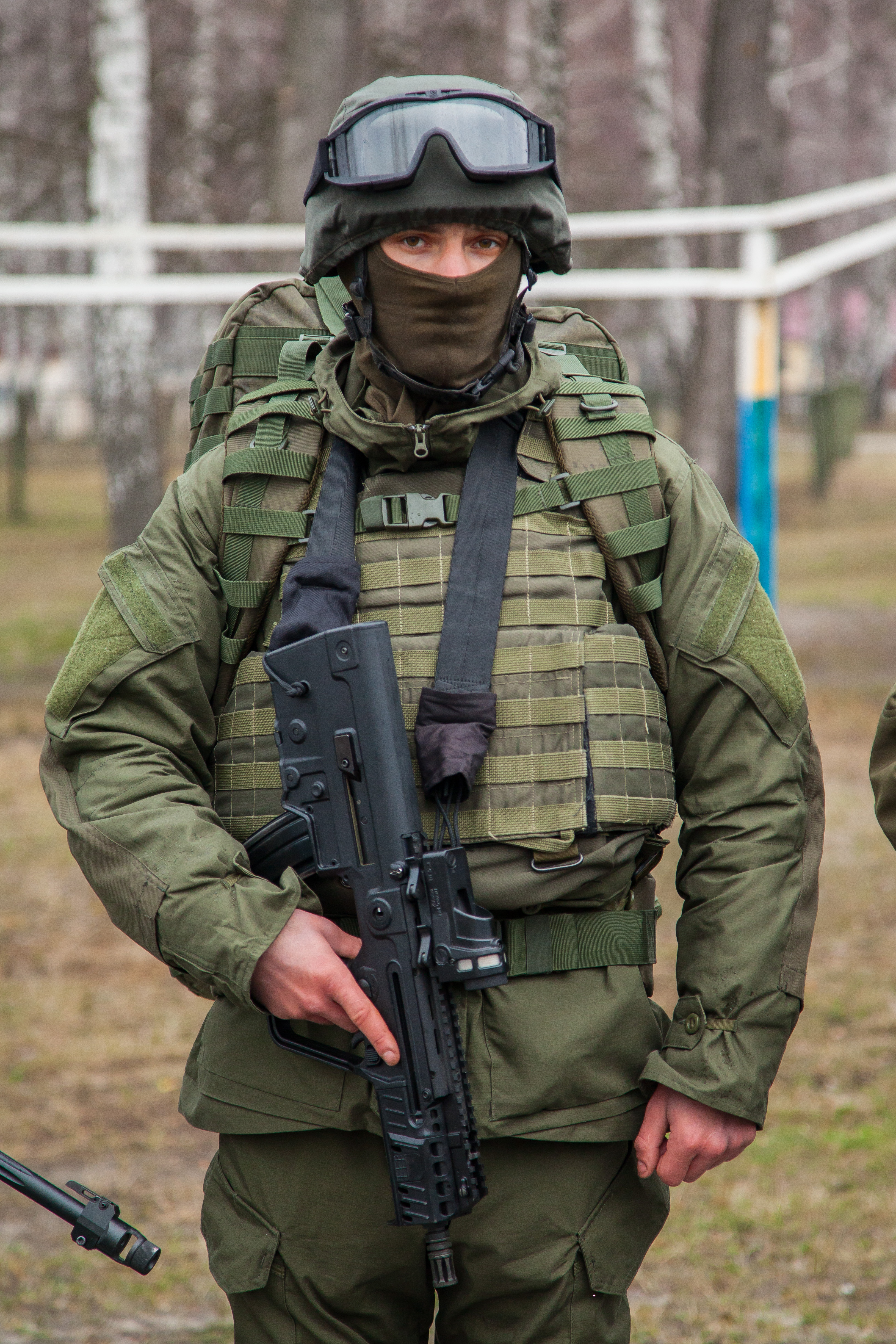
Вояк Національної Гвардії України. 2016 рік